# Satanocrater somalensis
Satanocrater somalensis är en akantusväxtart som först beskrevs av Gustav Lindau, och fick sitt nu gällande namn av Gustav Lindau. Satanocrater somalensis ingår i släktet Satanocrater och familjen akantusväxter. Inga underarter finns listade i Catalogue of Life.